# Kamienica przy ul. Staromiejskiej 11 w Szczecinie
Kamienica przy ul. Staromiejskiej 11 – szczecińska kamienica znajdująca się na narożniku ulic Staromiejskiej i Podgórnej, na obszarze osiedla Stare Miasto, w dzielnicy Śródmieście. Jedna z nielicznych kamienic ocalałych z bombardowań starego miasta i powojennych rozbiórek zabudowy, a także jedyna zachowana kamienica ze wschodniej pierzei ulicy Staromiejskiej.

## Opis

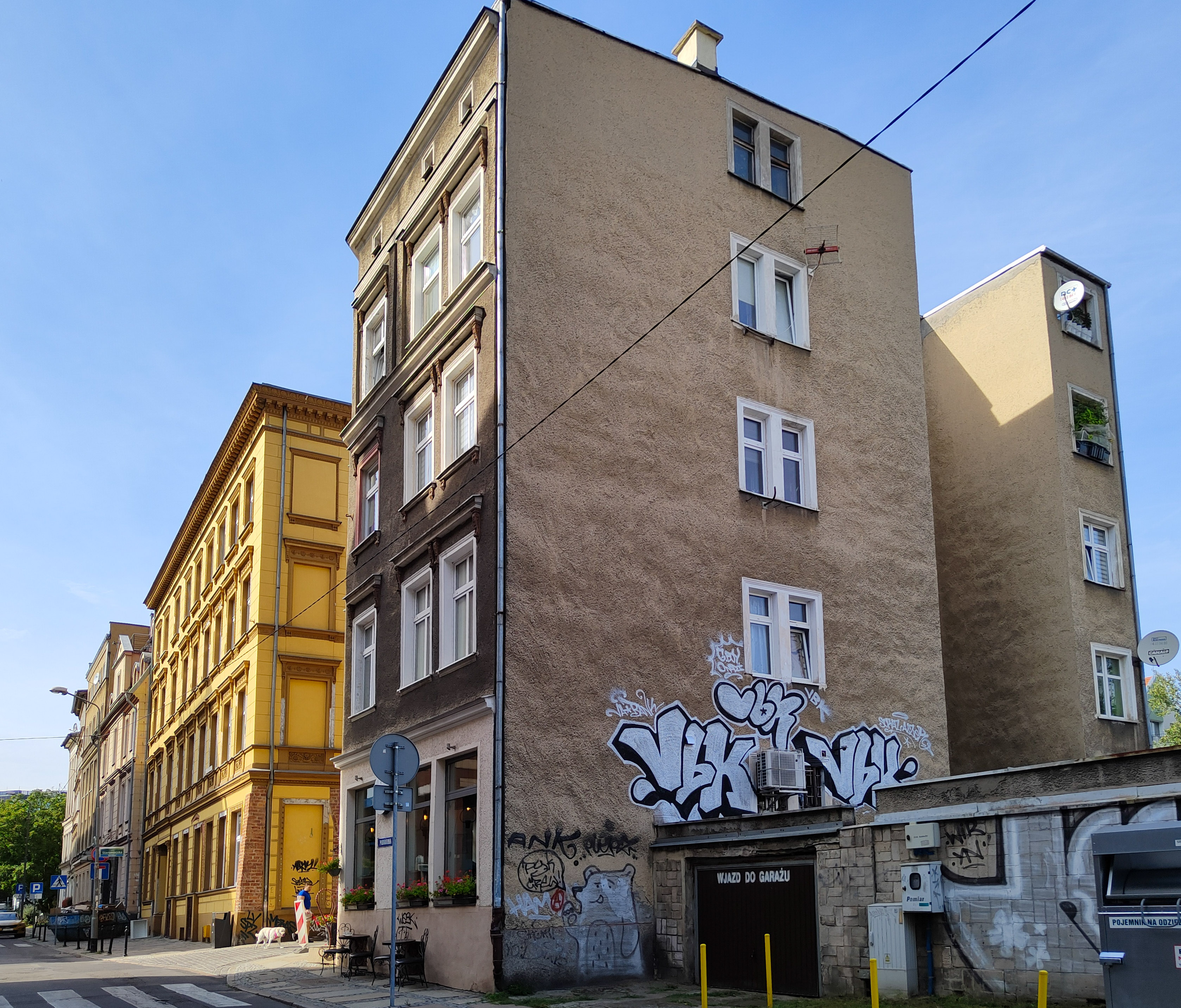
Widok od ulicy Podgórnej

Kamienica jest obiektem o jednej kondygnacji podziemnej i pięciu nadziemnych, przy czym najwyższa nie jest użytkowa. Fasada od strony ulicy Staromiejskiej jest dłuższa, 7-osiowa, a od strony ulicy Podgórnej krótsza, 3-osiowa. Narożnik jest ścięty, jednoosiowy, z wejściem do lokalu usługowego zlokalizowanego na parterze. Okna pierwszego, drugiego i trzeciego piętra obramowano opaskami i zwieńczono prostokątnymi naczółkami podpartymi konsolami. Fasadę trzeciego piętra oddzielono wizualnie od innych części budynku pasami gzymsów. Budynek wieńczy gzyms koronujący.
Przed II wojną światową elewacja kamienicy charakteryzowała się większą ilością zdobień. Do niezachowanych detali należy boniowany tynk, zastąpiony w późniejszym czasie tynkiem typu baranek. Po rozbiórce zniszczonych w czasie wojny przyległych zabudowań kamienica stała się obiektem wolnostojącym, a we wschodniej ścianie szczytowej przebito dodatkowe okna.